# Märkplåt

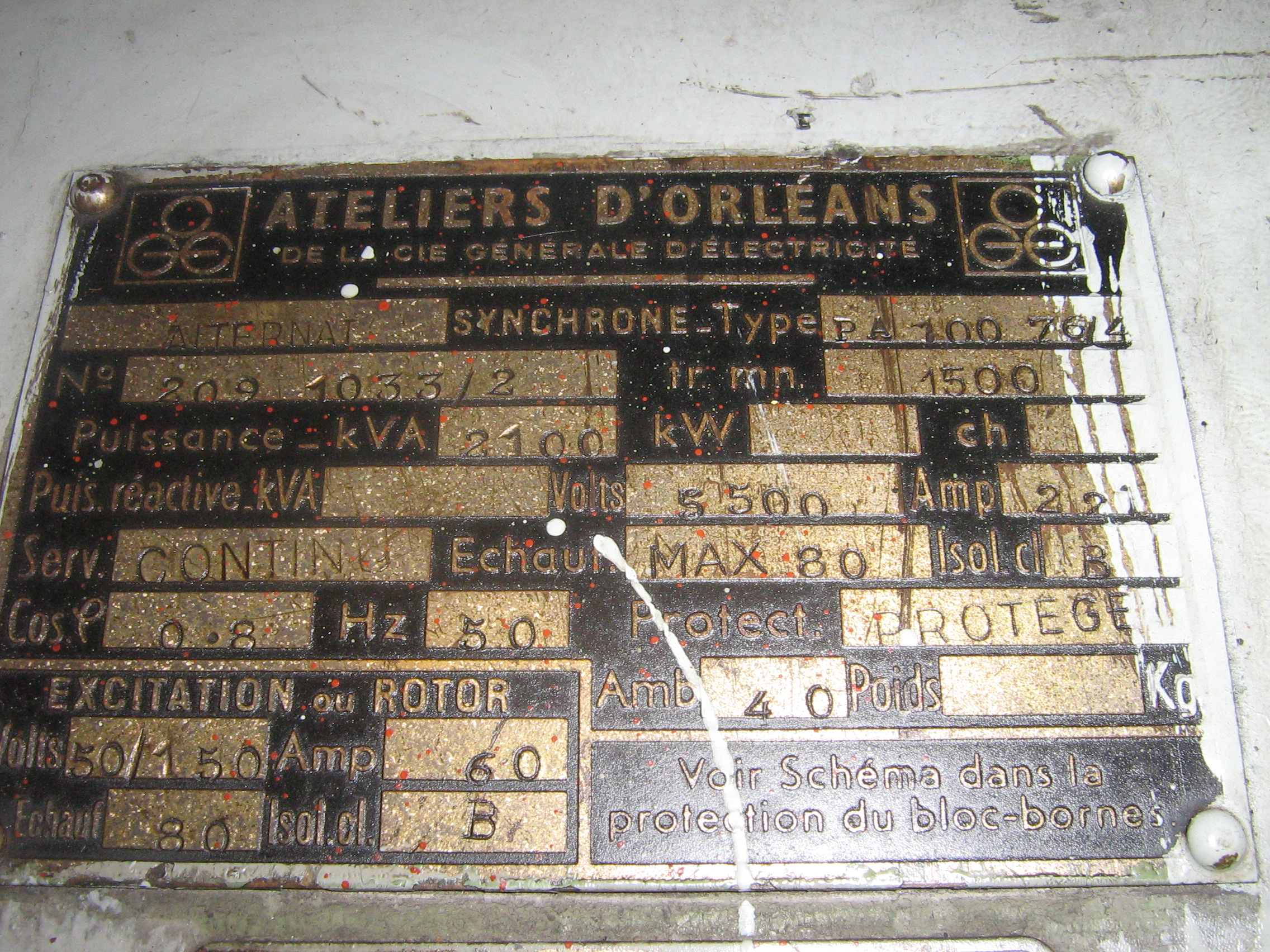
Märkplåt på fransk generator.

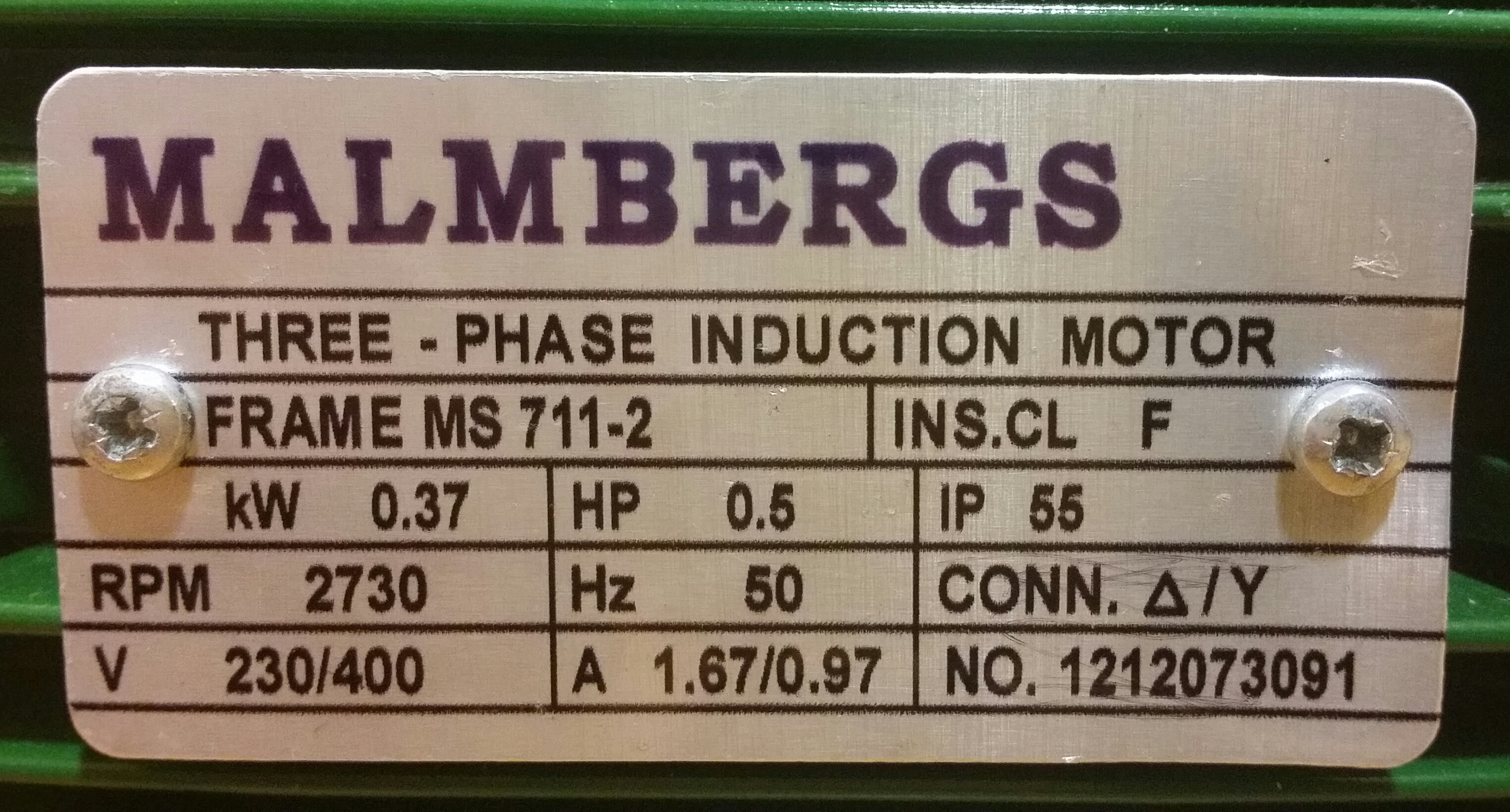
Märkplåt på en Malmbergsmotor.

En märkplåt är en plåtbit som fästs på bland annat elektriska apparater och motorer och som anger vissa egenskaper hos det föremål som den sitter på. För vissa produkter finns tvingande regler om vilken information som ska anges på märkplåten.